# Czesław Wiśniewski (aktor)
Czesław Wiśniewski, właśc. Czesław Ładoś (ur. w 1868, zm. 18 września 1910 w Piotrkowie Trybunalskim) – polski aktor i reżyser teatralny, dyrektor teatrów.

## Życiorys
Początkowo występował pod własnym nazwiskiem, natomiast po zawarciu związku małżeńskiego z aktorką Jadwigą Wiśniewską przyjął jej nazwisko panieńskie. Sztuki aktorskiej uczył się pod kierunkiem Emiliana Derynga. Na scenie debiutował w 1893 w Krakowie, potem najprawdopodobniej grał we Lwowie. W kolejnych latach występował w Stanisławowie (1894–1895), Kielcach i Łowiczu (1895) oraz najprawdopodobniej w Częstochowie (1895–1896, 1898), Dąbrowie Górniczej, Ciechocinku (1896), Piotrkowie Trybunalskim (1896, 1898), Busku (1898) oraz objazdowym zespole Józefa Popławskiego i Gabrieli Morskiej na terenie Rosji (1898–1899). W 1898 roku prowadził własny zespół w Rypinie, a w kolejnych dwóch latach grał w Poznaniu (1898-1900).
W 1900 roku najpierw występował w Łodzi (Teatr Ludowy) oraz Lublinie, a następnie zorganizował własny zespół, dając przedstawienia w Piotrkowie (do 1901), Płocku, Łomży i Lublinie (1902). W 1903 ponownie grał w Piotrkowie, a następnie był dyrektorem teatrów w Płocku (1903, 1905), Włocławku, Lublinie (1905–1906) oraz kierował zespołem objazdowym, występującym w 1906 roku m.in. w Siedlcach, Radomiu, Busku, Sandomierzu, Pińczowie, Chmielniku, Stopnicy i Staszowie. W kolejnych latach kierowany przez niego zespół grał w Kaliszu, Koninie (1906–1907), Częstochowie (1907–1908), Nałęczowie, Radomiu (1908) oraz Łomży (1908–1909). Ostatecznie przeniósł się do Piotrkowa, gdzie aż do śmierci prowadził teatr dramatyczny.
Z małżeństwa z Jadwigą miał córkę Irenę (1905–1976) – aktorkę, reżyserkę i dziennikarkę.